# ДОТ № 202 (КиУР)
50°20′00″ с. ш. 30°21′51″ в. д.

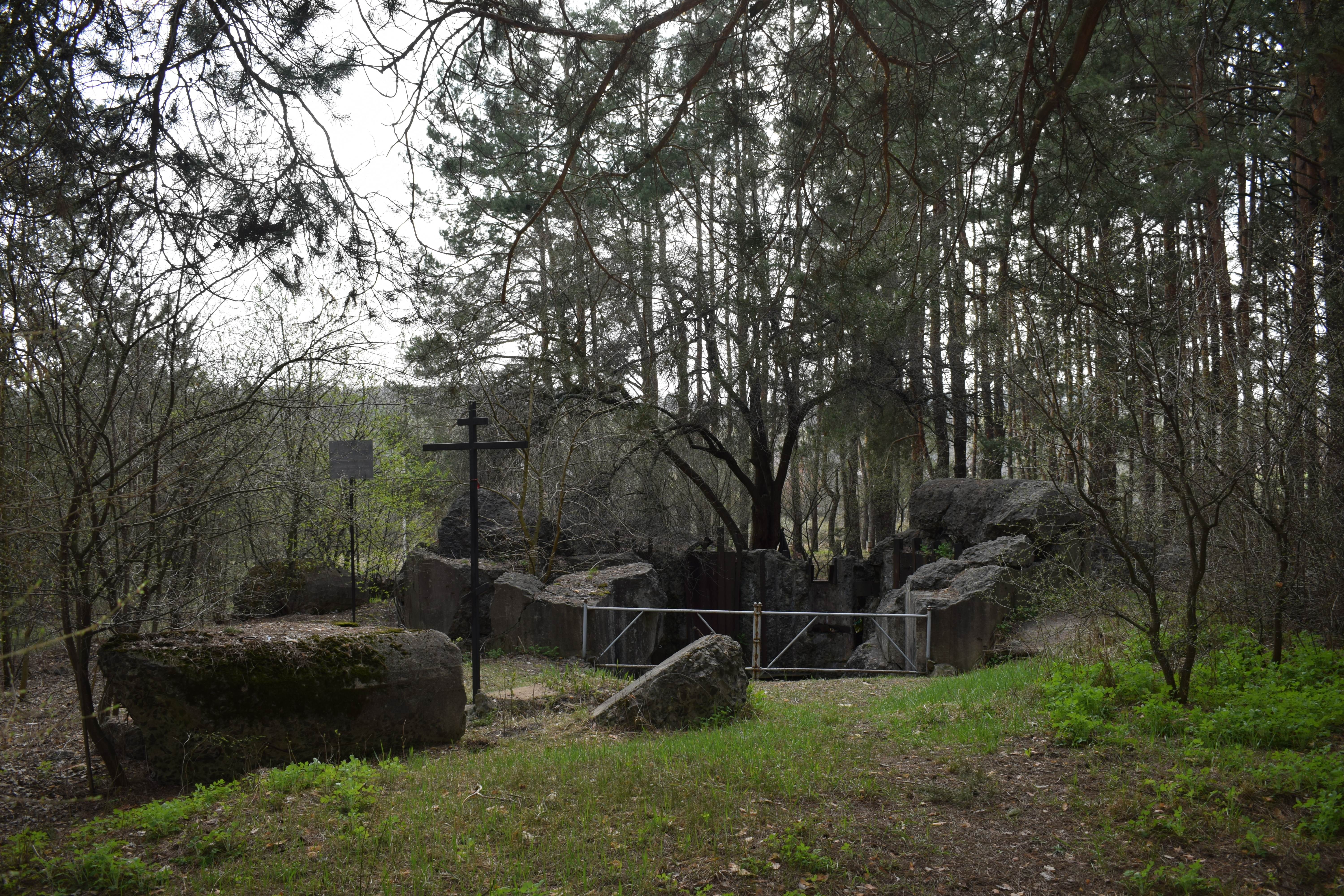
ДОТ № 202

ДОТ № 202 — долговременная огневая точка, входила в состав первой линии обороны Киевского укреплённого района.

## История строительства
ДОТ № 202 имел два этажа. На каждом из зтажей было по 2 каземата. В ДОТе было 3 пулеметные амбразуры для станкового пулемета и амбразура обороны входа. Это сооружение типа «Б», то есть имелась полная противохимическая защита. Огневая точка построена в 1929—1930 годах. Противиоткольная защита из металлического листа, заложенного под двутавровые балки. Вход был через коленчатый сквозник.

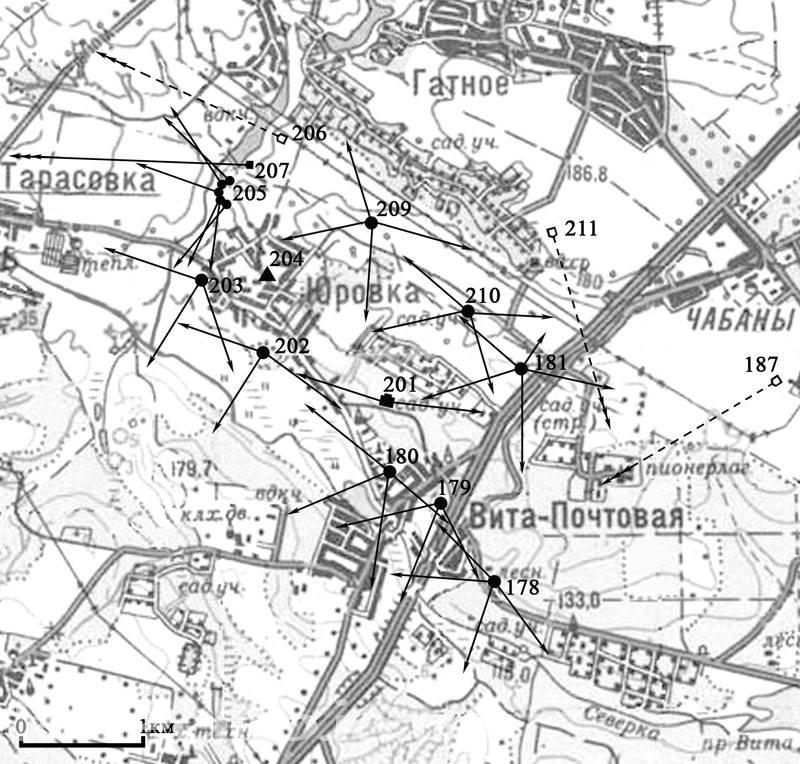
ДОТ № 202 в системе обороны 6-го БРО КиУР

Дот находился в первом обводе первой линии, простреливая долину Сиверки вместе с ДОТами № 180 и № 203.

## Настоящее время
ДОТ № 202 находится на территории села Юровка, в лесочке посреди села. Подорваный в 1941 году. Состоянием на 2018 год расчищенный и приведен в порядок. Большие обломки дают возможность обозревать внутреннее устройство.

## Галерея

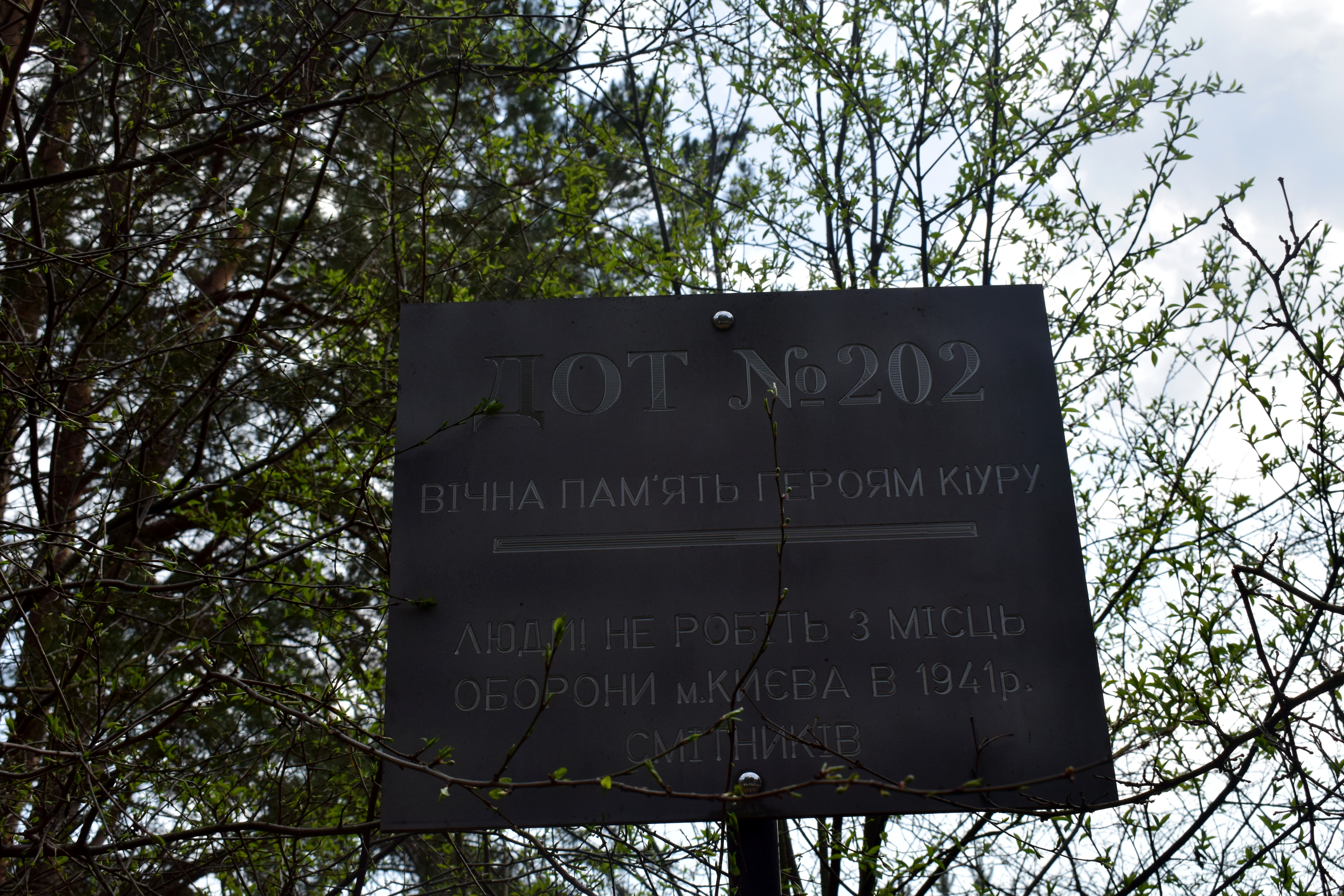
Табличка
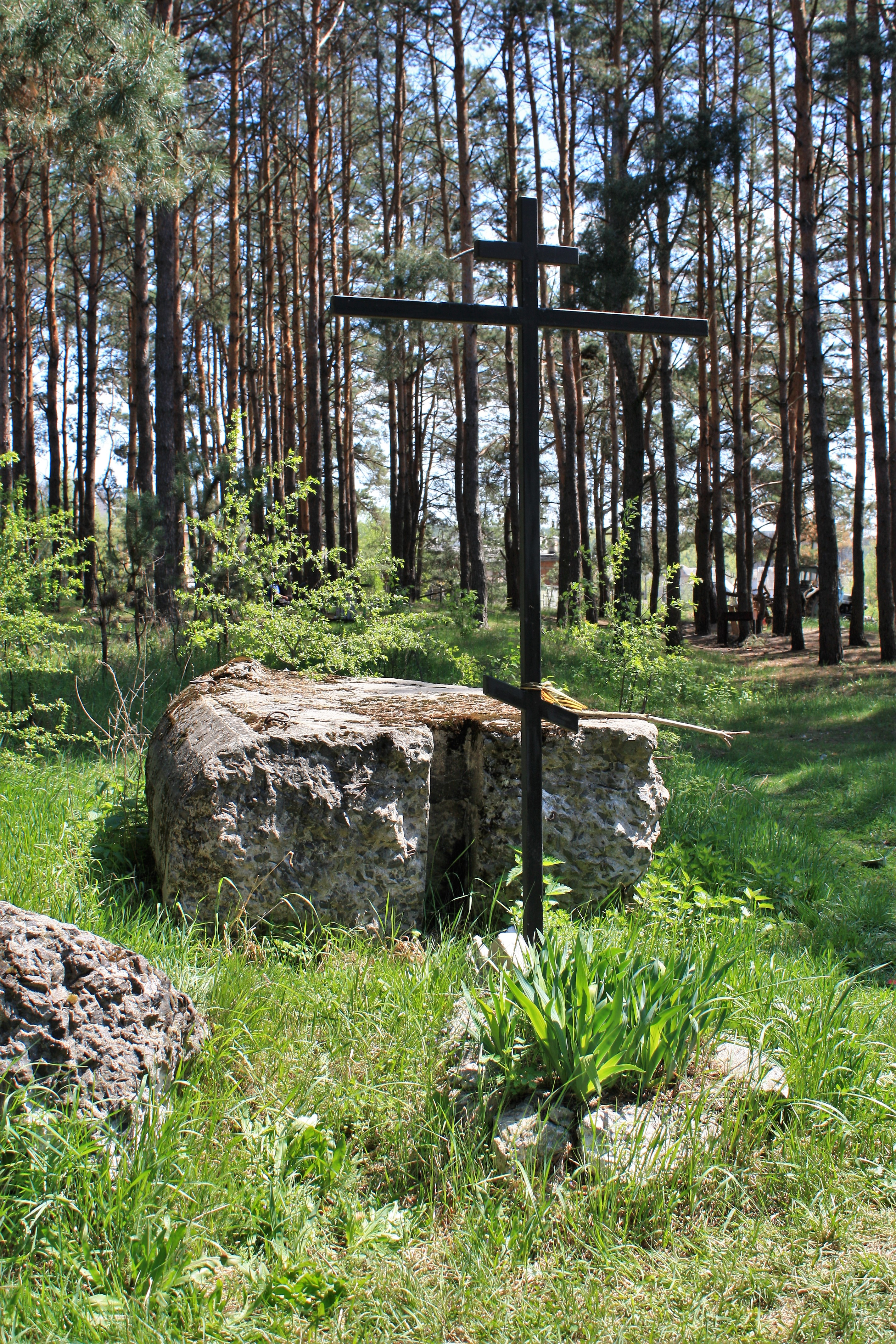
Крест
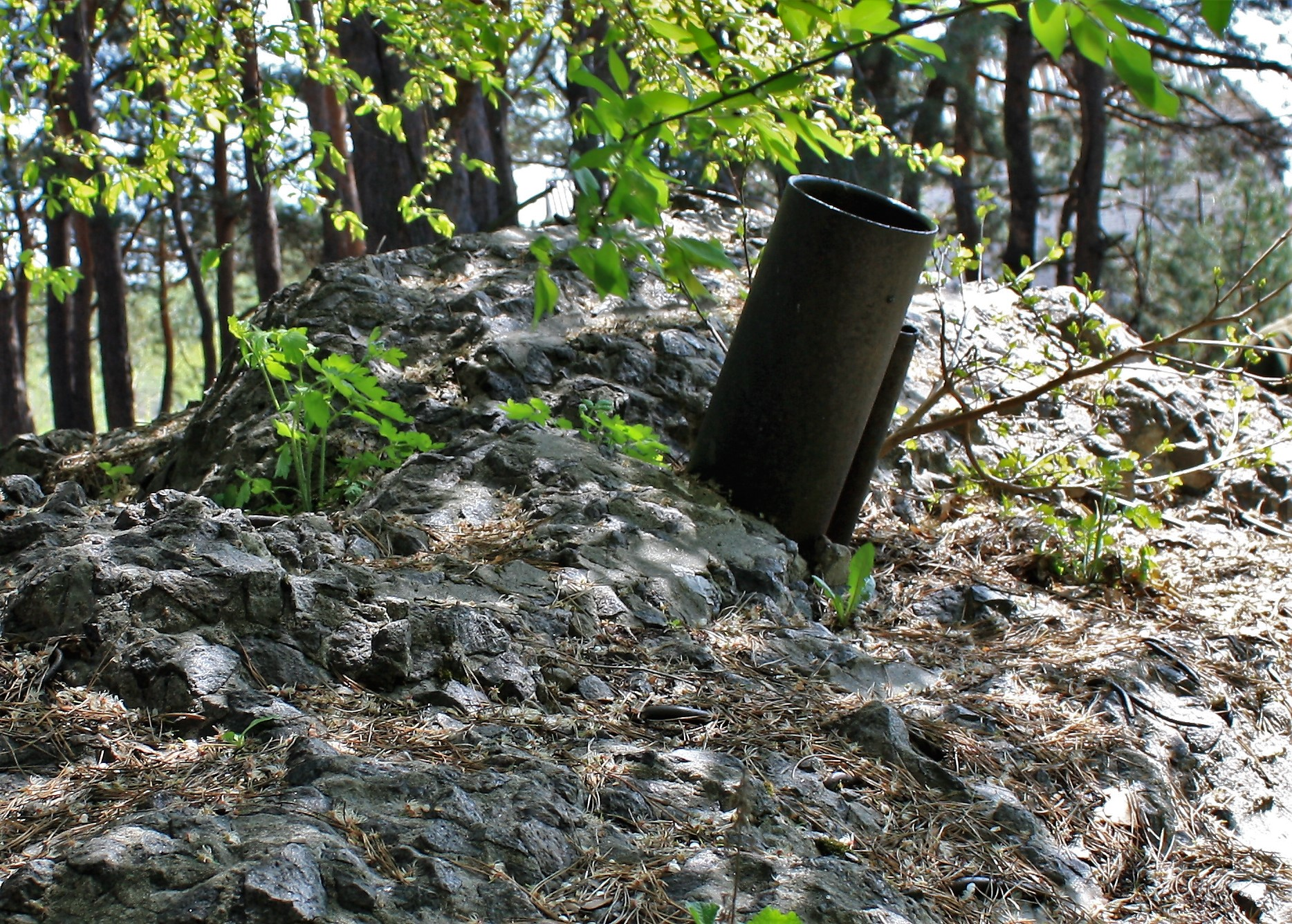
Труба перископа
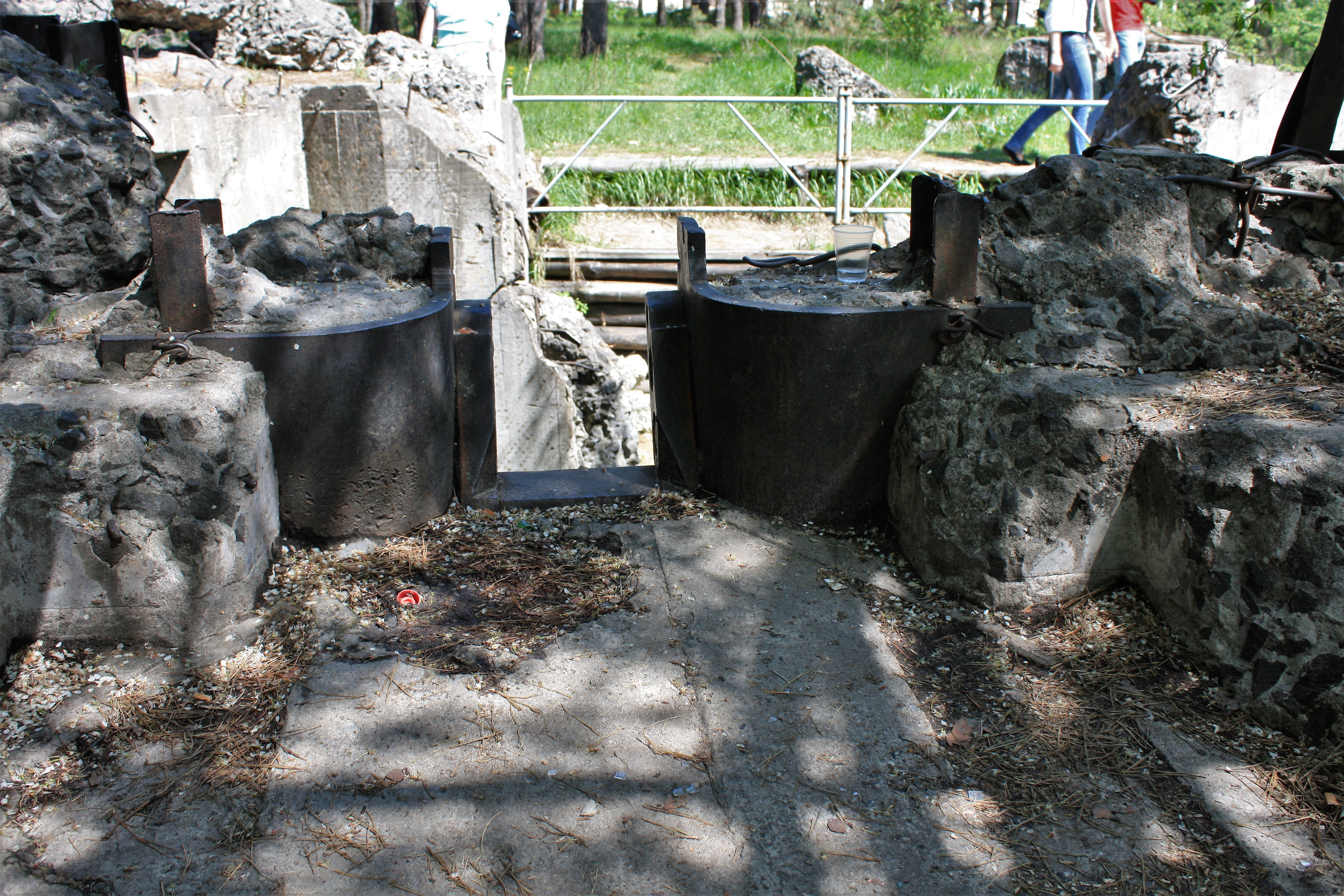
Амбразура вид снаружи
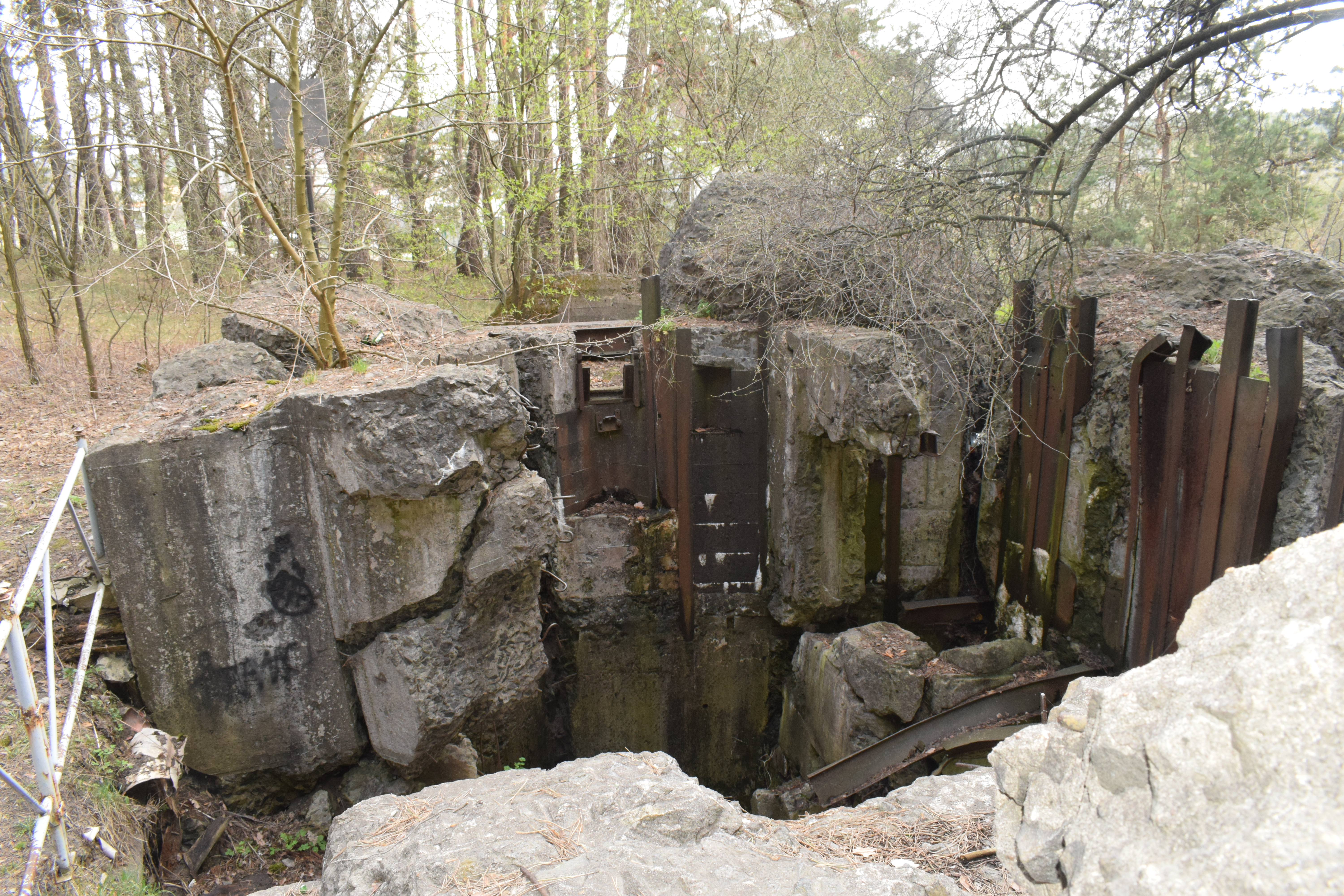
Амбразура вид внутри, остатки противооткольной защиты, остатки стены, разделявшей казематы
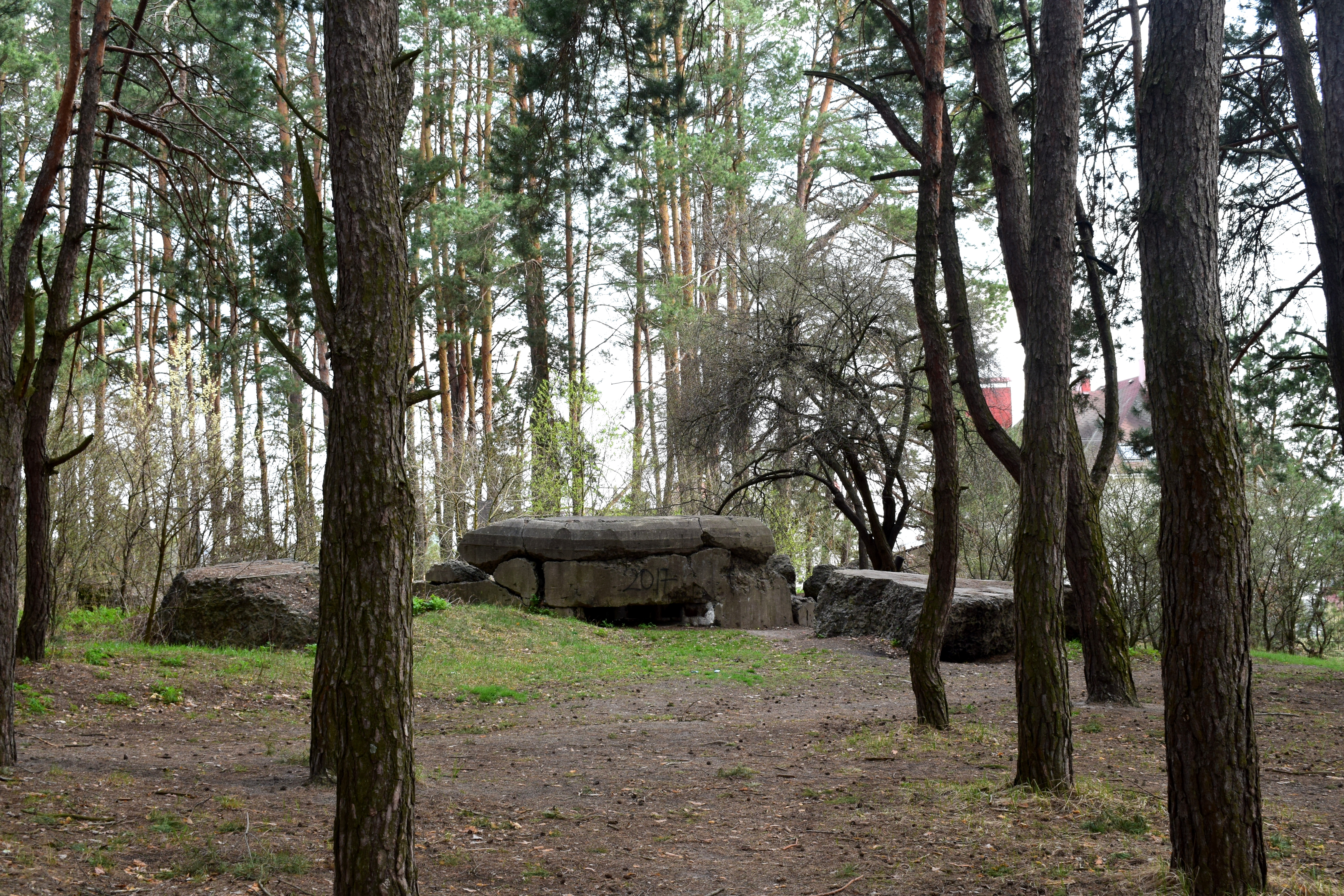
Крыша ДОТа, сорванная взрывом, лежит рядом